# Pascal Eenkhoorn
Pascal Eenkhoorn (Genemuiden, Zwartewaterland, Overijssel, 8 de febrer de 1997) és un ciclista neerlandès. Actualment a l'equip del Lotto Dstny.

## Palmarès
- 2015
  - 1r a La Bernaudeau Junior
  - 1r al Gran Premi André Noyelle
- 2016
  - 1r al Gran Premi de la Magne
- 2017
  - 1r a l'Olympia's Tour i vencedor d'una etapa
- 2018
  - Vencedor d'una etapa a la Setmana Internacional de Coppi i Bartali
  - Vencedor d'una etapa a la Colorado Classic
- 2020
  - Vencedor d'una etapa a la Setmana Internacional de Coppi i Bartali
- 2021
  - 1r a la Fletxa de Heist
- 2022
  -  Campió dels Països Baixos en ruta

### Resultats al Giro d'Itàlia
- 2022. 62è de la classificació general

### Resultats al Tour de França
- 2023. 91è de la classificació general